# Branden Carlson

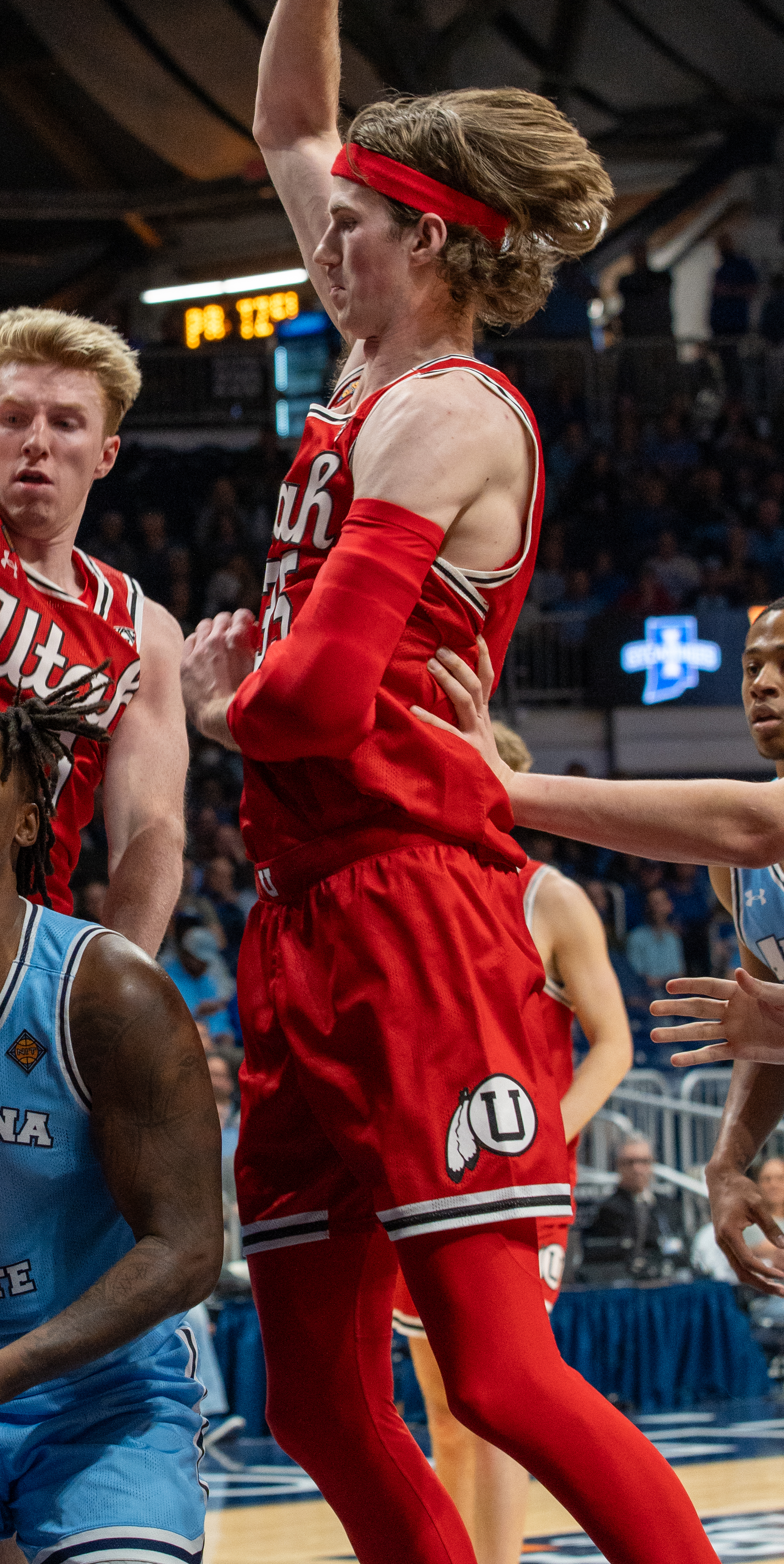
Branden Carlson, 2024.

Branden Carlson, född 14 juni 1999 i South Jordan i Utah, är en amerikansk professionell basketspelare (C) som spelar för Oklahoma City Thunder i National Basketball Association (NBA).
Han blev aldrig NBA-draftad.
Innan Carlson blev proffs studerade han vid University of Utah och spelade för deras idrottsförening Utah Utes.